# Teresa Hejnicka-Bezwińska
Teresa Hejnicka-Bezwińska (ur. 19 marca 1941 w Osieku nad Notecią) – pedagog, filolog, prof. dr hab.
Badacz o bogatym dorobku naukowym. Kierowała Katedrą Pedagogiki Ogólnej i Porównawczej na Uniwersytecie Kazimierza Wielkiego w Bydgoszczy. Jest członkiem Komitetu Nauk Pedagogicznych PAN – przewodniczy Zespołowi Pedagogiki Ogólnej. Aktualnie jest wykładowcą Kujawskiej Szkoły Wyższej we Włocławku.
Zainteresowania naukowe prof. Hejnickiej-Bezwińskiej to pedagogika ogólna, historia pedagogiki, polityka oświatowa i dyskursy edukacyjne przełomu XX i XXI wieku, pedagogika i edukacja wobec współczesnych przemian cywilizacyjnych i kulturowych, standardy związane z tworzeniem wiedzy naukowej o edukacji, reguły tworzenia dyrektyw praktycznego działania edukacyjnego.

## Wybrane publikacje
- W poszukiwaniu tożsamości pedagogiki: świadomość teoretyczno-metodologiczna współczesnej pedagogiki polskiej : (geneza i stan). Bydgoszcz: 1989. Brak numerów stron w książce
- Tożsamość pedagogiki: od ortodoksji ku heterogeniczności. Warszawa: 1997. Brak numerów stron w książce
- O zmianach w edukacji: konteksty, zagrożenia i możliwości. Bydgoszcz: 2000. Brak numerów stron w książce
- Pedagogika ogólna. Warszawa: 2008. Brak numerów stron w książce